# Ramsau am Dachstein
Ramsau am Dachstein osztrák község Stájerország Liezeni járásában. 2017 januárjában 2813 lakosa volt. 

## Elhelyezkedése

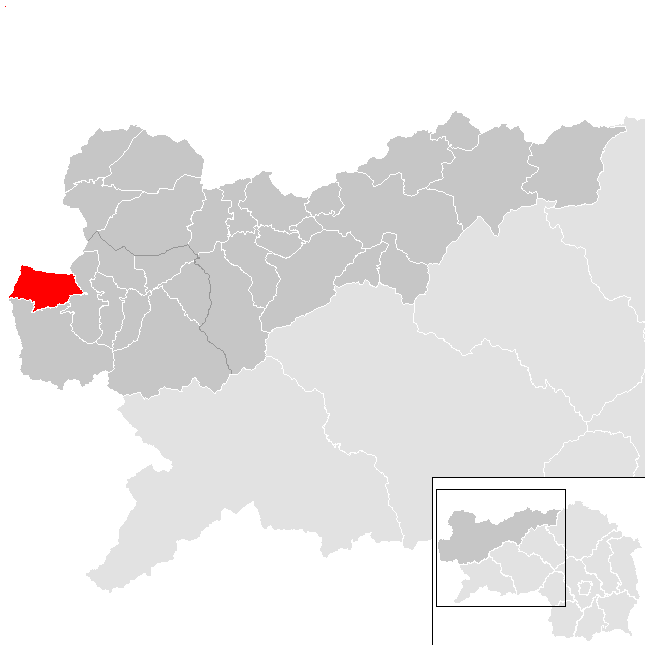
Ramsau am Dachstein a Liezeni járásban

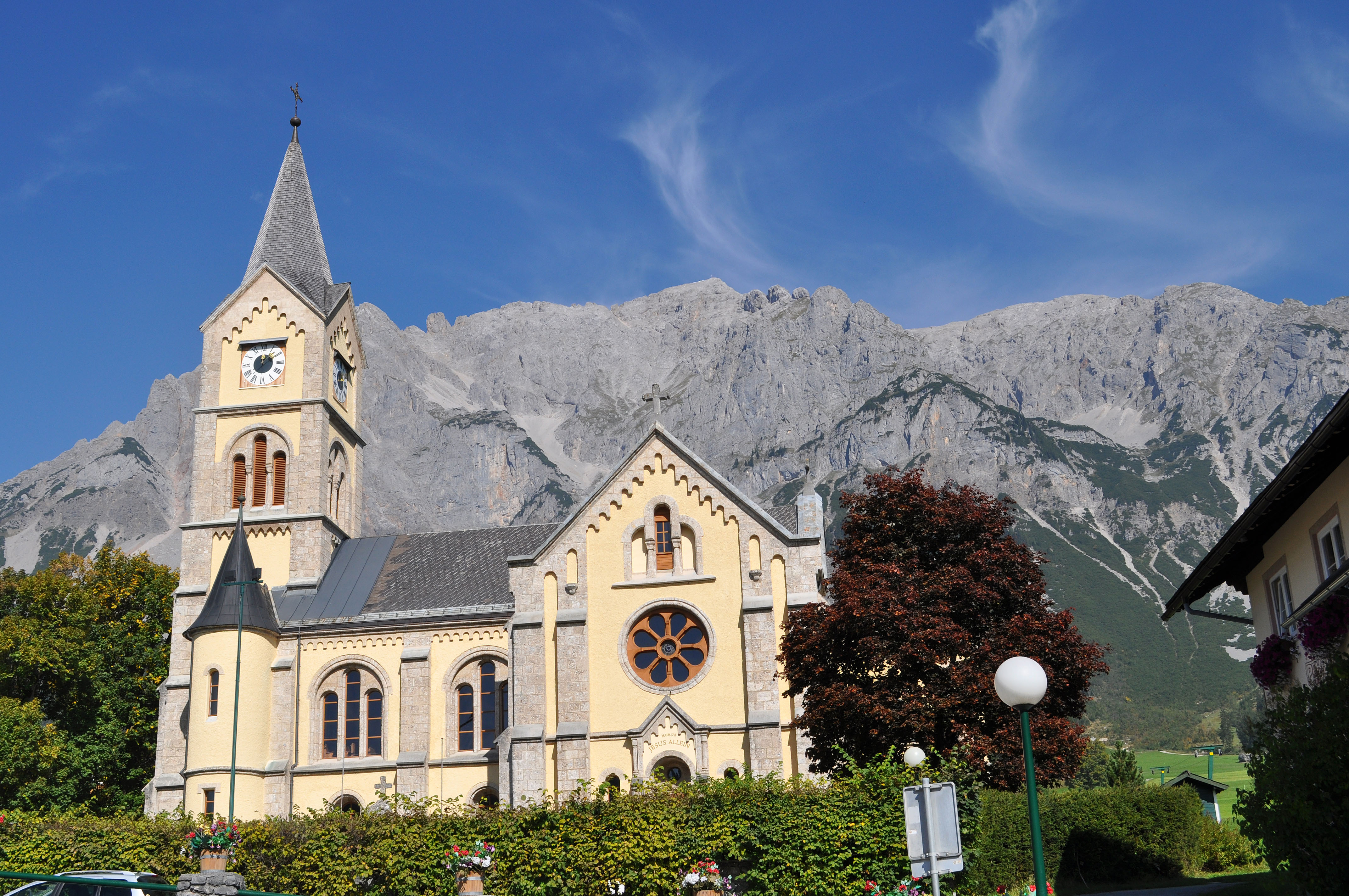
Az evangélikus templom

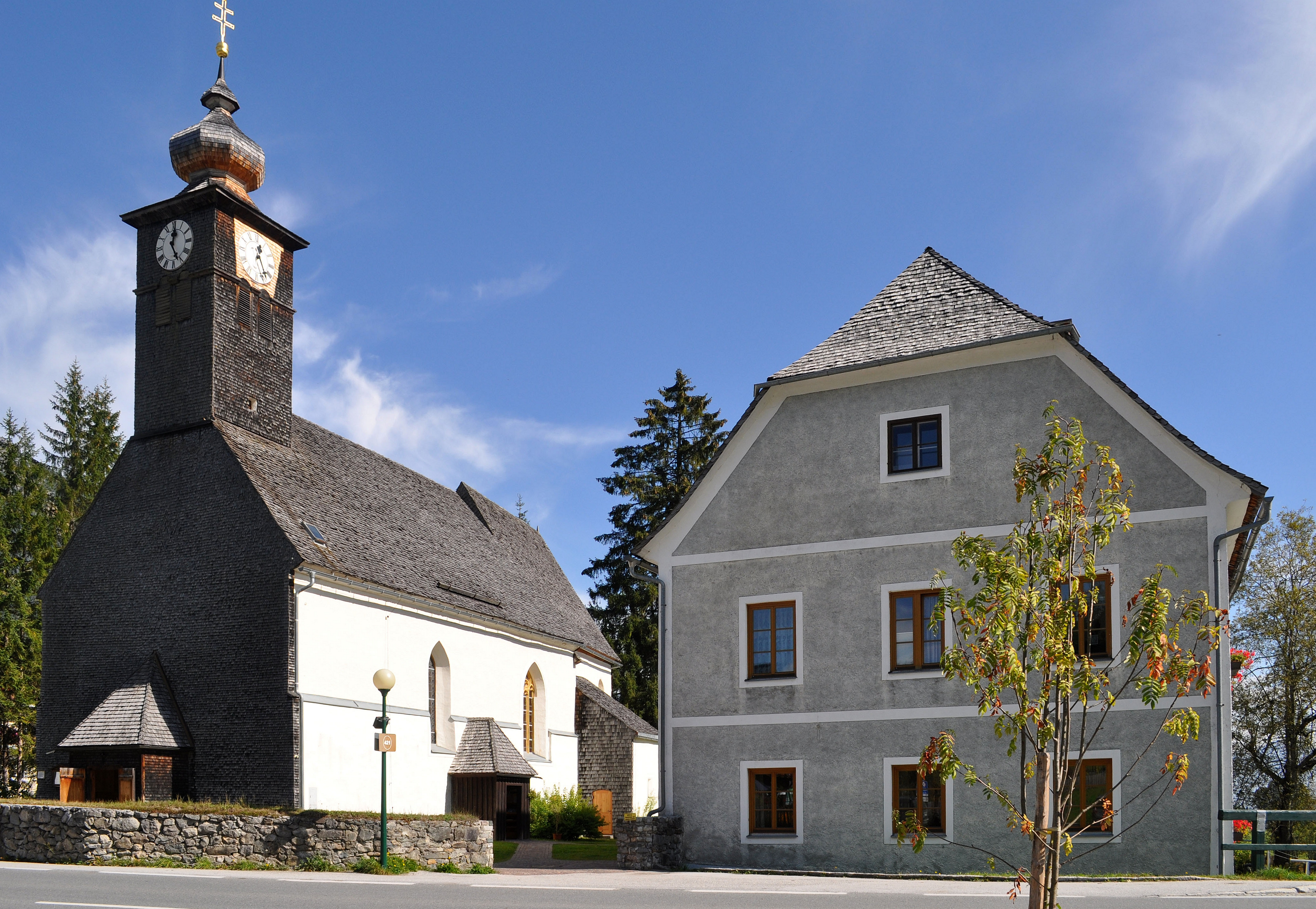
A katolikus Szt. Rupert-templom és a plébánia

Ramsau am Dachstein Felső-Stájerország északnyugati részén fekszik három tartomány (Stájerország, Salzburg, Felső-Ausztria) találkozásánál, az Enns folyótól északra, a Dachstein-hegységben. Ramsau a Gröbmingi kirendeltség (járás alatti közigazgatási egység; az utolsó ilyen Ausztriában) része. A területén található Dachstein-gleccser az Alpok legkeletibb gleccsere. Az önkormányzathoz egyetlen település és két katasztrális község (Leiten és Ramsau) tartozik. 
A környező önkormányzatok: keletre Haus, délre Schladming, nyugatra Radstadt és Filzmoos (utóbbi kettő Salzburg tartományban), északra Gosau, Hallstatt és Obertraun (utóbbi három Felső-Ausztriában).

## Története
A késő római időkben egy erődített település állt a mai község területén az ún. Knallwandnál. 
A falu első írásbeli említése 1120-ból származik Ramsowe néven. A legnagyobb földbirtokosok az admonti és a salzburgi Szt. Péter apátságok voltak. 1286-ban említés történik egy Satteneck (ma Katzenburg) nevű erődről, amelyet két évvel később elpusztítottak és a későbbiekben nem volt katonai jelentősége. A 15. század elején alapítottak a faluban egy gyapjúszövet-készítő műhelyt, ami a mai napig létezik. 
Az ellenreformáció 1599-es beindulása után a helyi protestánsok titokban voltak kénytelenek gyakorolni vallásukat egészen II. József 1781-es türelmi rendeletéig. 1782-től a lakosok többsége nyíltan lutheránusnak vallotta magát és Ramsau a mai napig azon kevés osztrák település közé tartozik, ahol az evangélikus egyház a domináns. 
Miután 1880-ban a Dachstein déli falánál megnyílt az Austriahütte menedékház, a turizmus is fejlődésnek indult. A hegymászás történetében mérföldkőként emlegetik, amikor Georg és Franz Steiner 1909-ben elsőként megmászta a falat. A 20. században a turizmus fokozatosan a község gazdasági életének első számú szereplőjévé lépett elő. 1969-ben megépült a Dachstein-Südwandbahn vasút, amely megnyitotta az utat a turisták számára a gleccserhez is.  
1999-ben Ramsauban rendezték a 42. északisí-világbajnokságot. Német nyelvterületen a település arról is ismert, hogy itt játszódik a Hegyimentők (Die Bergretter) tévésorozat. A kb. 2800 fős községben 6500 szállodai ágy áll a vendégek rendelkezésére.

## Lakosság
A Ramsau am Dachstein-i önkormányzat terület 2017 januárjában 2813 fő élt. A lakosságszám 1939 óta (akkor 1419 fő) töretlenül gyarapodik. 2015-ben a helybeliek 89,5%-a volt osztrák állampolgár; a külföldiek közül 5,2% a régi (2004 előtti), 3,9% az új EU-tagállamokból érkezett. 0,8% a volt Jugoszlávia (Szlovénia és Horvátország nélkül) vagy Törökország, 0,6% egyéb országok polgára. 2001-ben a lakosok 18%-a római katolikusnak, 78% evangélikusnak, 3,2% pedig felekezet nélkülinek vallotta magát. Ugyanekkor 2 magyar élt a községben.  

## Látnivalók

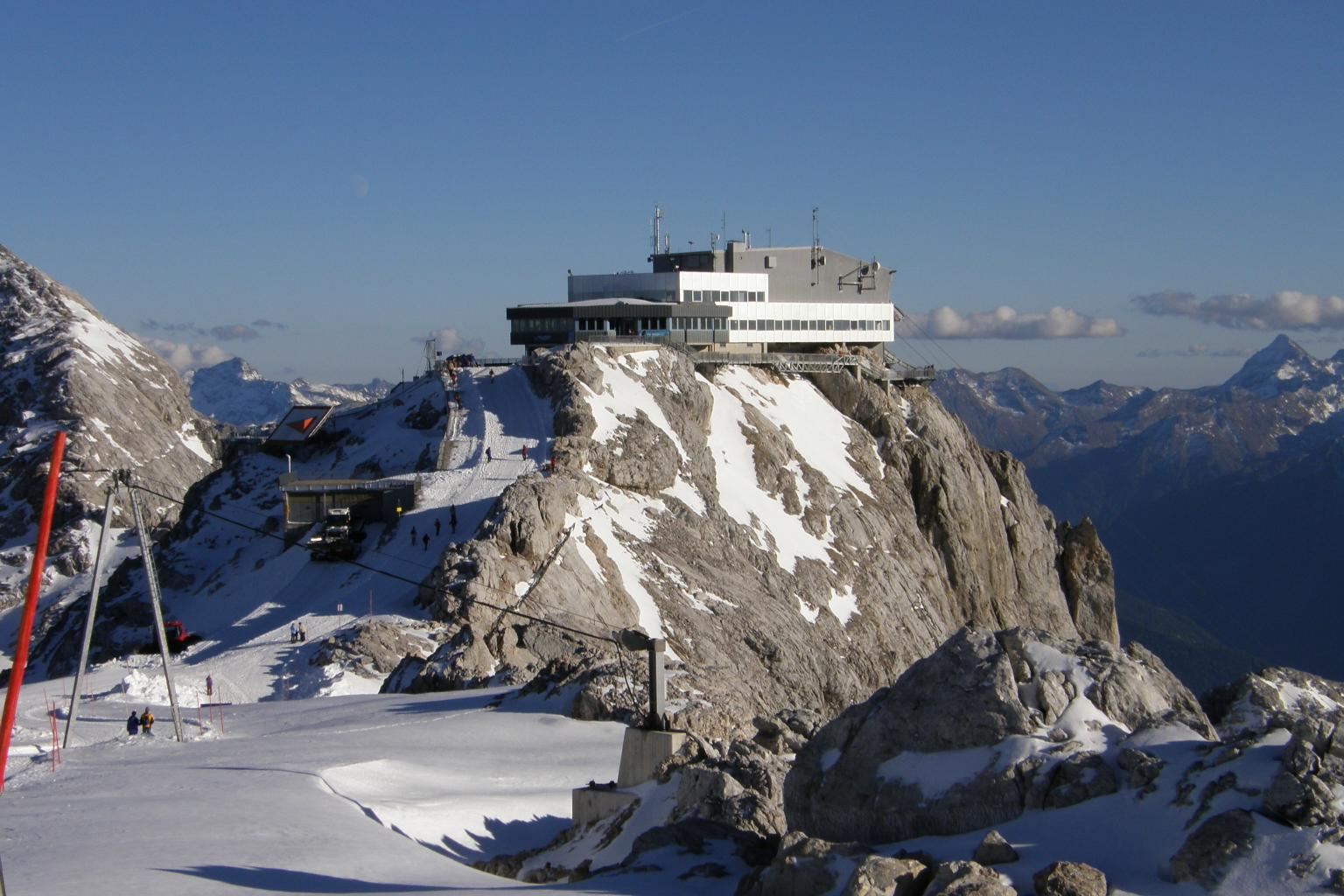
Sípálya a Dachsteinen

- az evangélikus templom 1895-ben épült
- a Szt. Rupertnek szentelt katolikus plébániatemplom és az 1756-ban épült plébánia
- műemléki védettség alatt álló stájer parasztházak és egy 18. századi vízimalom
- az 1683 m magasan álló Austriahütte otthont ad egy hegymászómúzeumnak is
- Ramsau kulináris specialitásai az ún. evangélikus és a katolikus fánkok
- a Dachstein-gleccser és a Rittisberg sípályái
- a rössingi gyapjúszövetüzem Stájerország legrégebbi vállalkozása
- a község területének északnyugati része természetvédelmi terület (NSG Nordwestlicher Teil der Gemeinde Ramsau am Dachstein)
- a Trutstein sziklatorony védettség alatt áll

## Testvértelepülések
- Bad Blumau (Ausztria)

## Fordítás
- Ez a szócikk részben vagy egészben  a   Ramsau am Dachstein című német Wikipédia-szócikk ezen változatának fordításán alapul.  Az eredeti cikk szerkesztőit annak laptörténete sorolja fel. Ez a jelzés csupán a megfogalmazás eredetét és a szerzői jogokat jelzi, nem szolgál a cikkben szereplő információk forrásmegjelöléseként.